# Campionat argentí de bàsquet
El campionat argentí de bàsquet, oficialment en espanyol Campeonato Argentino de Clubes, fou la màxima competició de basquetbol argentina.
Desaparegué el 1984 quan fou reemplaçada per la Liga Nacional de Básquet.

## Història

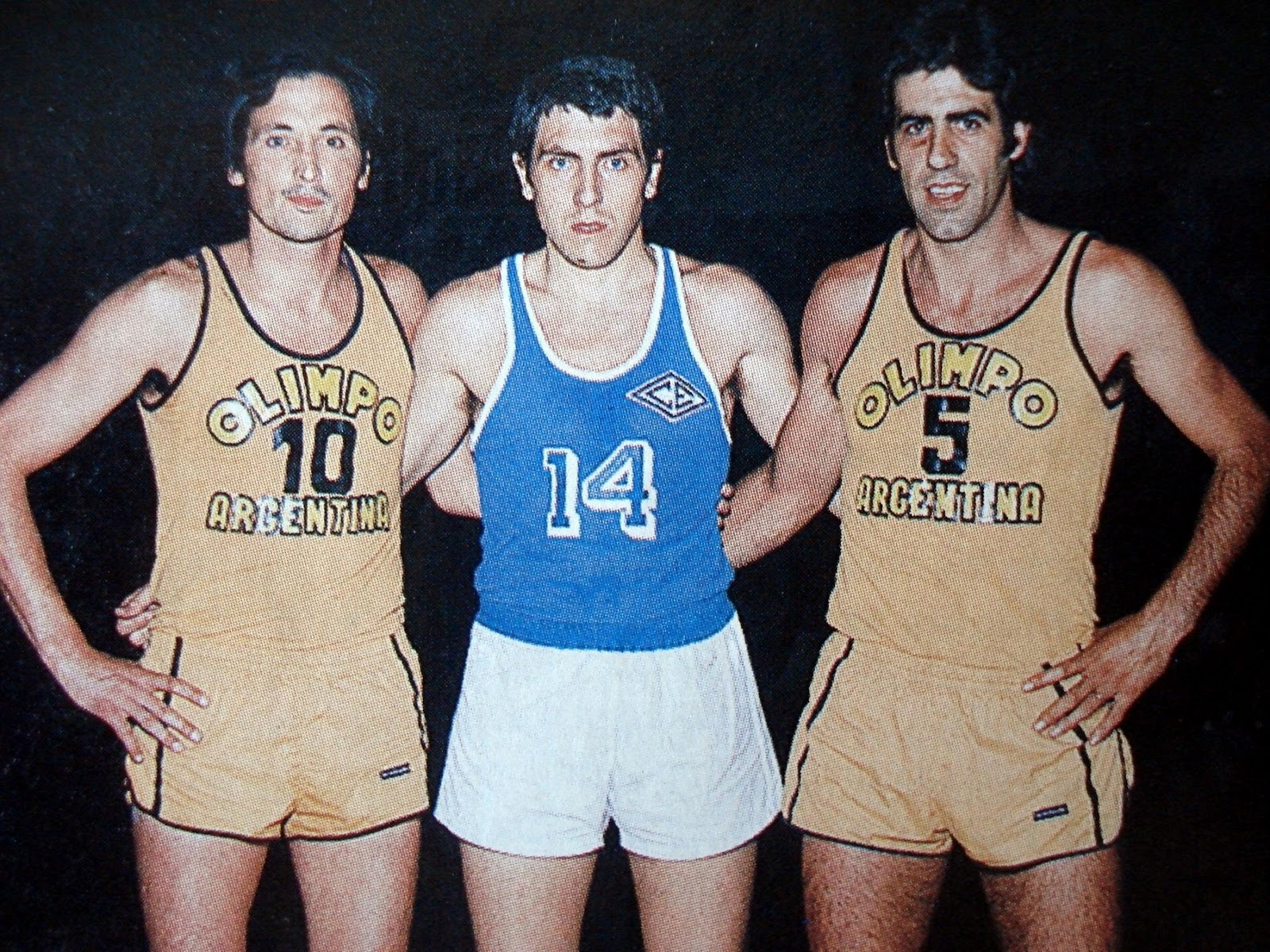
Atilio Fruet, Alberto Cabrera i José De Lizaso, que jugaren per Olimpo i Estudiantes respectivament. Foren coneguts com els tres mosqueters del basquetbol als anys 1960s.

La competició va ser creada el 1936. Fins aleshores hi havia competicions regionals com el Torneo Metropolitano, per equips de Buenos Aires.
Obras Sanitarias és el club amb més títols guanyats.

## Historial
| Any  | Equip                         |
| ---- | ----------------------------- |
| 1936 | Huracán (Rosario)             |
| 1938 | Gimnasia y Esgrima (Santa Fe) |
| 1939 | Gimnasia y Esgrima (Santa Fe) |
| 1941 | Juventud BBC (SdE)            |
| 1943 | Unión (SF)                    |
| 1958 | San Lorenzo                   |
| 1959 | INTI                          |
| 1960 | Juventud BBC (SdE)            |
| 1961 | Hindú (Resistencia)           |
| 1965 | Tomás de Rocamora (ER)        |
| 1968 | Almagro (Esperanza)           |
| 1969 | Unión (SF)                    |
| 1974 | Olimpo (BB)                   |
| 1975 | Obras Sanitarias              |
| 1976 | Obras Sanitarias              |
| 1977 | Lanús                         |
| 1978 | Olimpo (BB)                   |
| 1979 | Gimnasia y Esgrima (LP)       |
| 1980 | Gimnasia y Esgrima (LP)       |
| 1981 | Ferro C. Oeste                |
| 1982 | Obras Sanitarias              |
| 1983 | River Plate                   |
| 1984 | Deportivo San Andrés          |

## Títols per club
| Títols | Equip                   | Anys campió      |
| ------ | ----------------------- | ---------------- |
| 3      | Obras Sanitarias        | 1975, 1976, 1982 |
| 2      | Gimnasia y Esgrima (SF) | 1938, 1939       |
| 2      | Olimpo (BB)             | 1974, 1978       |
| 2      | Unión (SF)              | 1943, 1969       |
| 2      | Juventud BBC (SdE)      | 1941, 1960       |
| 2      | Gimnasia y Esgrima (LP) | 1979, 1980       |
| 1      | Huracán (Rosario)       | 1936             |
| 1      | San Lorenzo             | 1958             |
| 1      | INTI                    | 1959             |
| 1      | Hindú (Resistencia)     | 1961             |
| 1      | Tomás de Rocamora       | 1965             |
| 1      | Almagro (Esperanza)     | 1968             |
| 1      | Lanús                   | 1977             |
| 1      | Ferro C. Oeste          | 1981             |
| 1      | River Plate             | 1983             |
| 1      | Deportivo San Andrés    | 1984             |